# Luis Valenzuela y Castillo
Luis Valenzuela y Castillo (Córdoba, España, 1857 - Córdoba, España, 6 de febrero de 1920) fue un abogado y político español, hijo del doctor don José Valenzuela y Márquez y de doña Francisca de Paula Castillo y Zaldúa. Cursó estudios de derecho, doctorándose en la facultad de derecho civil y canónico de la Universidad Central de Madrid. Decano del ilustre Colegio de Abogados de Córdoba desde 1914 hasta su muerte, ostentó los cargos de concejal del ayuntamiento de Córdoba, diputado provincial y director de la Real Academia de Ciencias, Bellas Letras y Nobles Artes de Córdoba. 

## Biografía

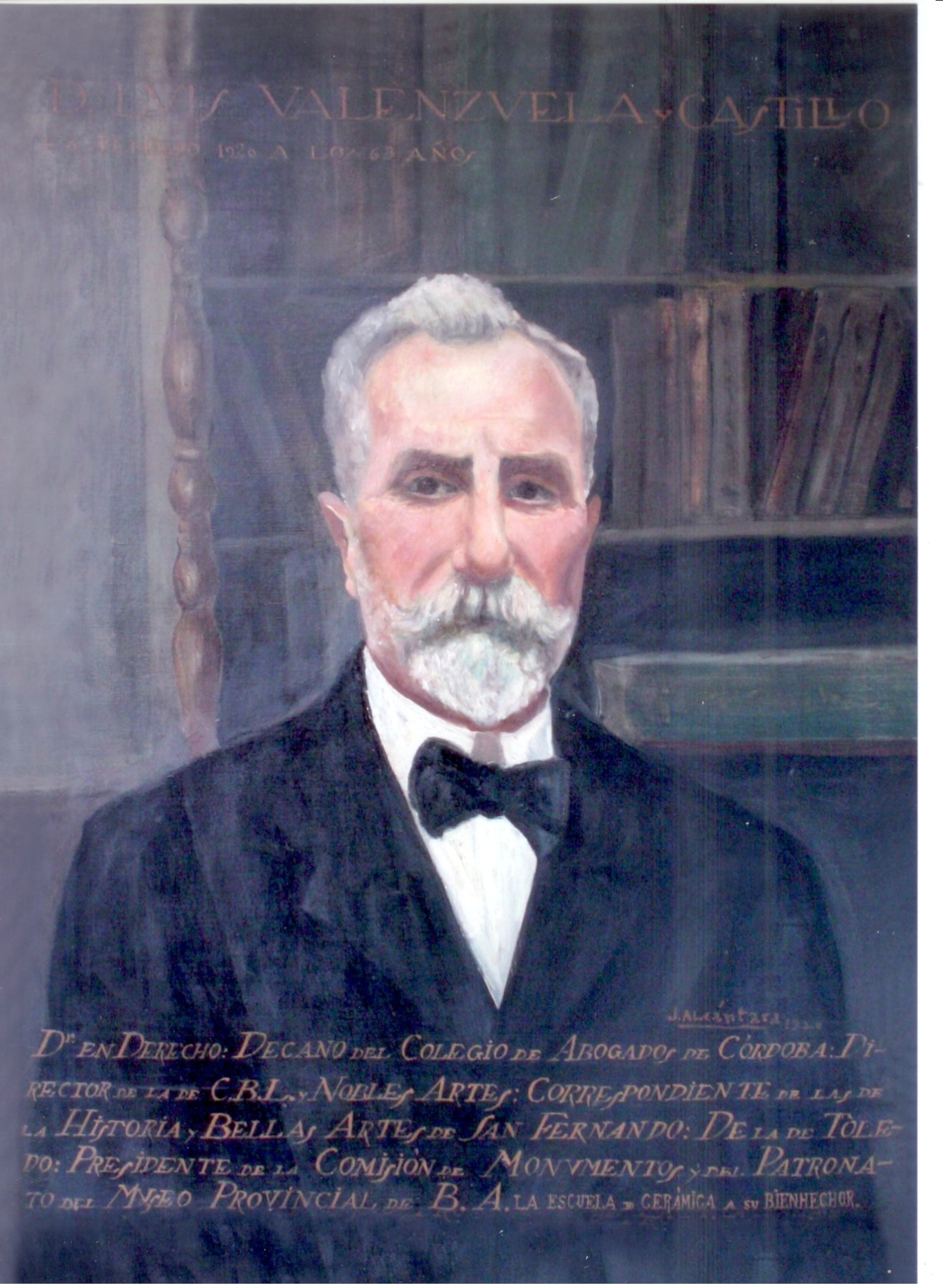
D. Luis Valenzuela y Castillo (1920). Cuadro de J. Alcántara expuesto en el Iltre. Colegio de Abogados de Córdoba.

Nacido en el seno de una familia de la alta burguesía cordobesa, hijo del doctor don José Valenzuela y Márquez y de doña Francisca de Paula Castillo y Zaldúa, cursó estudios de derecho civil y canónico en Madrid licenciándose el 15 de septiembre de 1880. Se doctoró en 1915 con la lectura de su tesis Las personas colectivas ante el derecho privado. El 10 de mayo de 1882 se incorporó como ejerciente al ilustre Colegio de Abogados de Córdoba, siendo nombrado decano de esta institución en 1914, cargo que ostentó hasta su fallecimiento en 1920. 
Interesado por la divulgación científica, la investigación y las bellas artes, durante su época de estudiante había ingresado en 1876 como miembro de número del Ateneo Científico, Literario y Artístico de Madrid.
Fue un destacado escritor y orador de su tiempo. La Real Academia de Ciencias, Bellas Letras y Nobles Artes de Córdoba, de la que fue director hasta su muerte, publicó en 1924 a título póstumo su obra El arte por el arte. En esta última desarrolló una gran actividad como académico apadrinando nuevas incorporaciones como la de don Antonio Vázquez Velasco o la de Dr. M. Ruiz Maya en cuya presentación expuso: 

«(...) la psicología puramente racional, que en sus investigaciones prescinda del funcionamiento orgánico del sujeto de la experimentación, podrá ser una bella creación del ingenio, pero no creemos que sea una ciencia que precise y defina las verdaderas relaciones que existen entre el espíritu y el cuerpo del hombre, cuya clave tal vez llegue a inquirirse en los llamados laboratorios de psicología. En la casta y mística unión del principio racional y de la experiencia sensible, adquirida directamente de la realidad viviente, opinamos que está, hoy por hoy, el punto de arranque para la sabia reconstrucción de la ciencia del alma.».

Participó activamente en la vida social y política de la Córdoba de su tiempo formando parte de la comisión provincial de Monumentos Históricos y Artísticos de Córdoba, primero como vocal (vicepresidente) y desde el 11 de agosto de 1918 como presidente, correspondiente de la Real Academia de Bellas Artes de San Fernando de la que era miembro desde 1914. En 1915 durante su mandato como director de la Academia de Ciencias, Bellas Letras y Nobres Artes de Córdoba esta adquirió el título de "Real", otorgado por el rey Alfonso XIII por Real Decreto del 9 de julio de ese mismo año.
Falleció a la edad de 63 años, estando inhumado en el cementerio de San Rafael en Córdoba. Desde 1924 existe una calle en esta ciudad dedicada a su memoria.